# Kuciszki (rejon postawski)
Kuciszki – dawny folwark. Tereny, na których był położony, leżą obecnie na Białorusi, w obwodzie witebskim, w rejonie postawskim, w sielsowiecie Łyntupy.

## Historia
W czasach zaborów zaścianek w gminie Michałowo, w powiecie święciańskim Imperium Rosyjskiego. W 1905 roku liczył 7 mieszkańców, 20 dziesięcin, własność Radziwiłła.
W dwudziestoleciu międzywojennym folwark leżał w Polsce, w województwie wileńskim, w powiecie święciańskim, w gminie Łyntupy.
W 1931 w 2 domach zamieszkiwało 21 osób.
Miejscowość należała do parafii rzymskokatolickiej w Konstantynowie. Podlegała pod Sąd Grodzki w Łyntupach i Okręgowy w Wilnie; właściwy urząd pocztowy mieścił się w Łyntupach.